# پامپرو فیرپو
پامپرو فیرپو ( انگلیسی: Pampero Firpo؛ ۶ آوریل ۱۹۳۰ – ۹ ژانویهٔ ۲۰۲۰) کشتی‌گیر کشتی حرفه‌ای ارمنی‌تبار اهل آرژانتین بود که بین سال‌های ۱۹۵۳ تا ۱۹۸۶ میلادی مشغول فعالیت ورزشی بود.

## زندگی‌نامه
وی در ۶ آوریل ۱۹۳۰ در بوئنوس آیرس به دنیا آمد . وی در ۹ ژانویهٔ ۲۰۲۰ در سن سالگی در سن خوزه، کالیفرنیا درگذشت.